# Jeļena Ostapenko
Jelena Ostapenko (nascida em 8 de junho de 1997), também conhecida como Alona Ostapenko, é uma tenista profissional letã. Ela alcançou o recorde de sua carreira de simples no ranking WTA de nº 5 em 19 de março de 2018, e nº 7 mundial em duplas, em 12 de setembro de 2022.
Ostapenko conquistou o título de simples do Aberto da França de 2017, tornando-se a primeira jogadora da Letônia a vencer um torneio de Grand Slam de simples e a primeira jogadora não cabeça-de-chave a vencer o Aberto da França desde 1933.
Além de sua carreira de simples, ela jogou como membro da Seleção da Letônia Fed Cup de 2018 quando sua equipe venceu a da Rússia por 3 a 2. Ela ganhou doze títulos de simples e quatorze de duplas no Circuito Feminino da ITF e também venceu o evento de simples júnior no Campeonato de Wimbledon de 2014.

## Vida pessoal
Ostapenko nasceu em Riga, filha do ex-jogador de futebol ucraniano Jevgenijs Ostapenko (falecido em 2020) e da treinadora de tênis letã-russa e ex-jogadora Jelena Jakovleva. Jevgenijs jogou futebol profissional pelo Metalurh Zaporizhzhia na cidade ucraniana de Zaporizhzhia, onde mora a avó de Jelena. Jelena tem um meio-irmão, Maksim, que mora nos Estados Unidos. Ela foi apresentada ao tênis aos cinco anos por sua mãe e idolatrava Serena Williams enquanto crescia. Ela também começou a dançar nessa idade, passando a competir no Campeonato Nacional da Letônia de Dança de Salão. Aos 12 anos ela escolheu se concentrar no tênis, mas credita sua boa coordenação e trabalho de pés habilidoso aos anos de dança. Ela fala letão, russo e inglês.
Seu nome legal é Jelena, mas ela é conhecida por sua família e amigos como Alona. Quando ela nasceu, o nome desejado por seus pais de Alona não estava no calendário de nomes [en] da Letônia, então ela foi batizada Jelena em homenagem a sua mãe. As autoridades letãs agora esclareceram, no entanto, que não há restrições que impeçam o registro do nome desejado e, muito provavelmente, houve algum mal-entendido. Os fãs na Letônia e em outros lugares da Europa Oriental sempre a chamaram de Alona, mas o nome era desconhecido no Ocidente até sua vitória em Roland Garros em 2017. Ela usa seu nome legal profissionalmente para evitar confusão administrativa.

## Destaques da carreira

### 2014
Ostapenko venceu o evento individual no campeonato júnior de Wimbledon e foi ranqueada como o segunda tenista júnior do mundo em setembro de 2014. Ela fez sua estreia em uma chave principal do WTA Tour no Tashkent Open, tendo recebido um "wild card", ela perdeu para Ksenia Pervak por 6-2, 7-6 (3).

### 2015
Na , Ostapenko passou pelas eliminatórias e conquistou o maior título até então.
Em Wimbledon, Ostapenko derrotou a nona cabeça-de-chave Carla Suárez Navarro em dois sets (perdendo apenas dois games na partida e conquistando sua primeira vitória sobre uma jogadora entre as dez primeiras) na primeira rodada antes de perder para Kristina Mladenovic.
No US Open, ela perdeu a partida da segunda rodada para Sara Errani.
Em setembro, ela alcançou sua primeira final do WTA Tour no Coupe Banque Nationale, onde perdeu para Annika Beck.
Ela terminou a temporada como nº 79 do mundo.

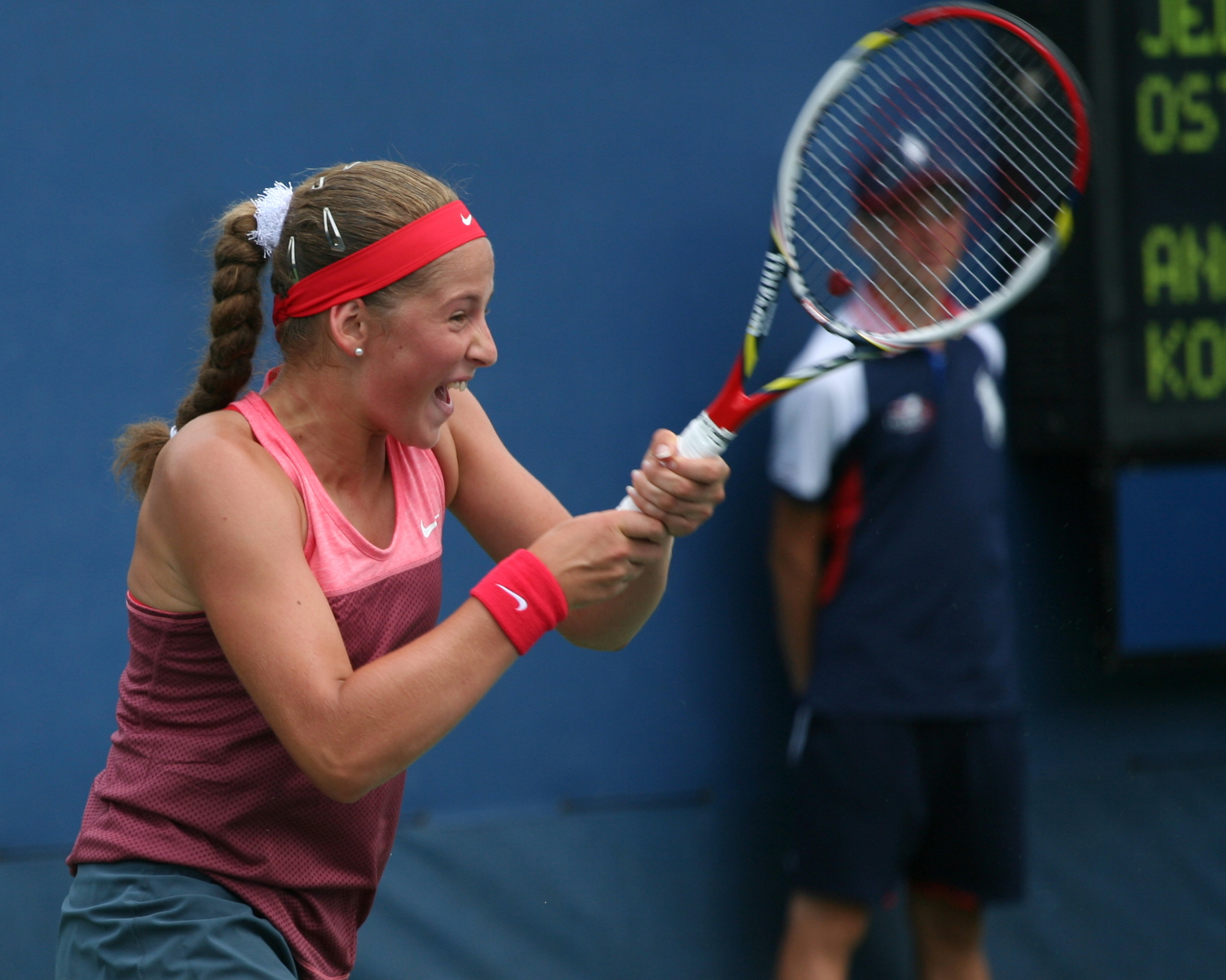
Ostapenko no US Open, 2013.
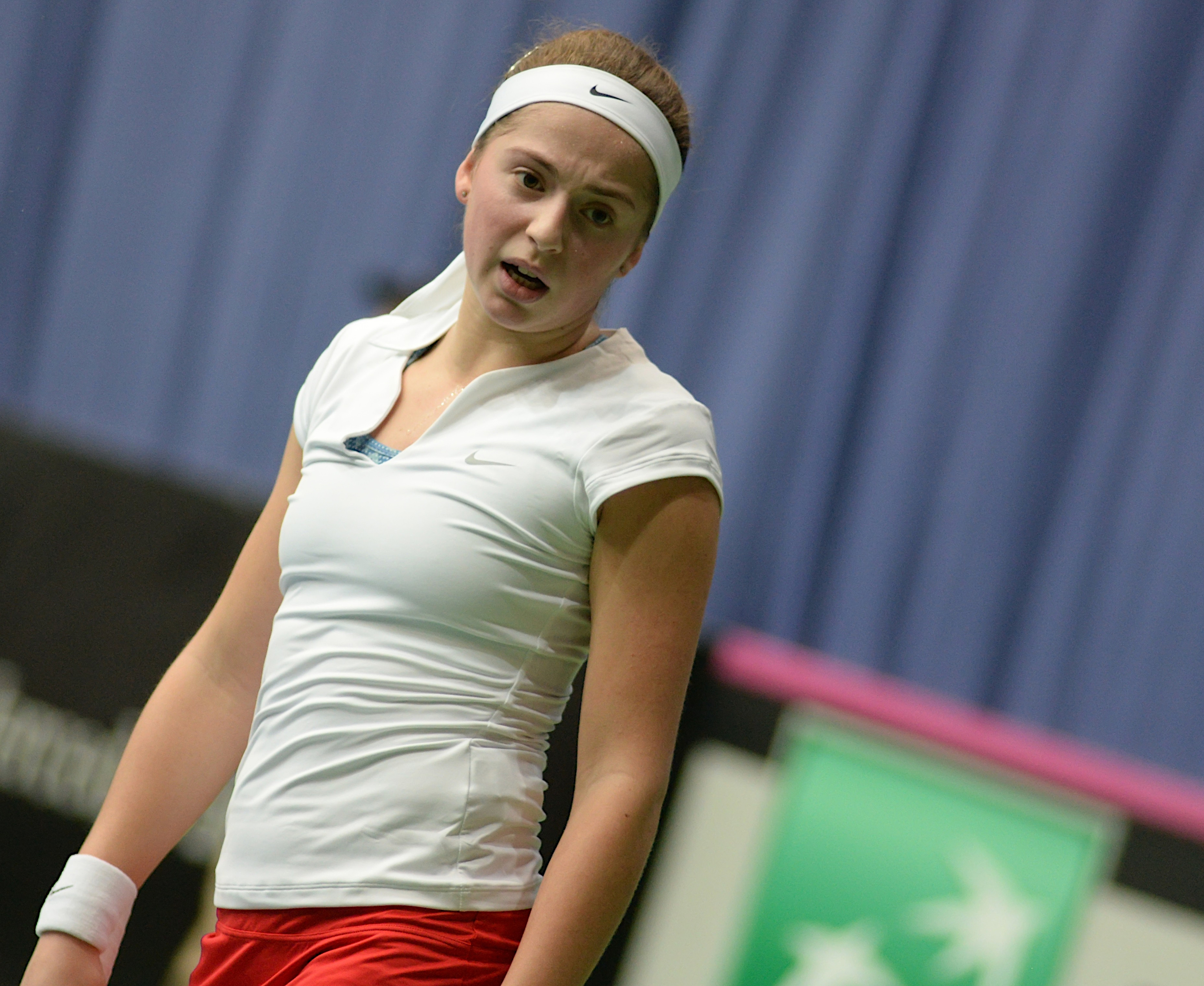
Ostapenko na Fed Cup, 2015.

### 2016

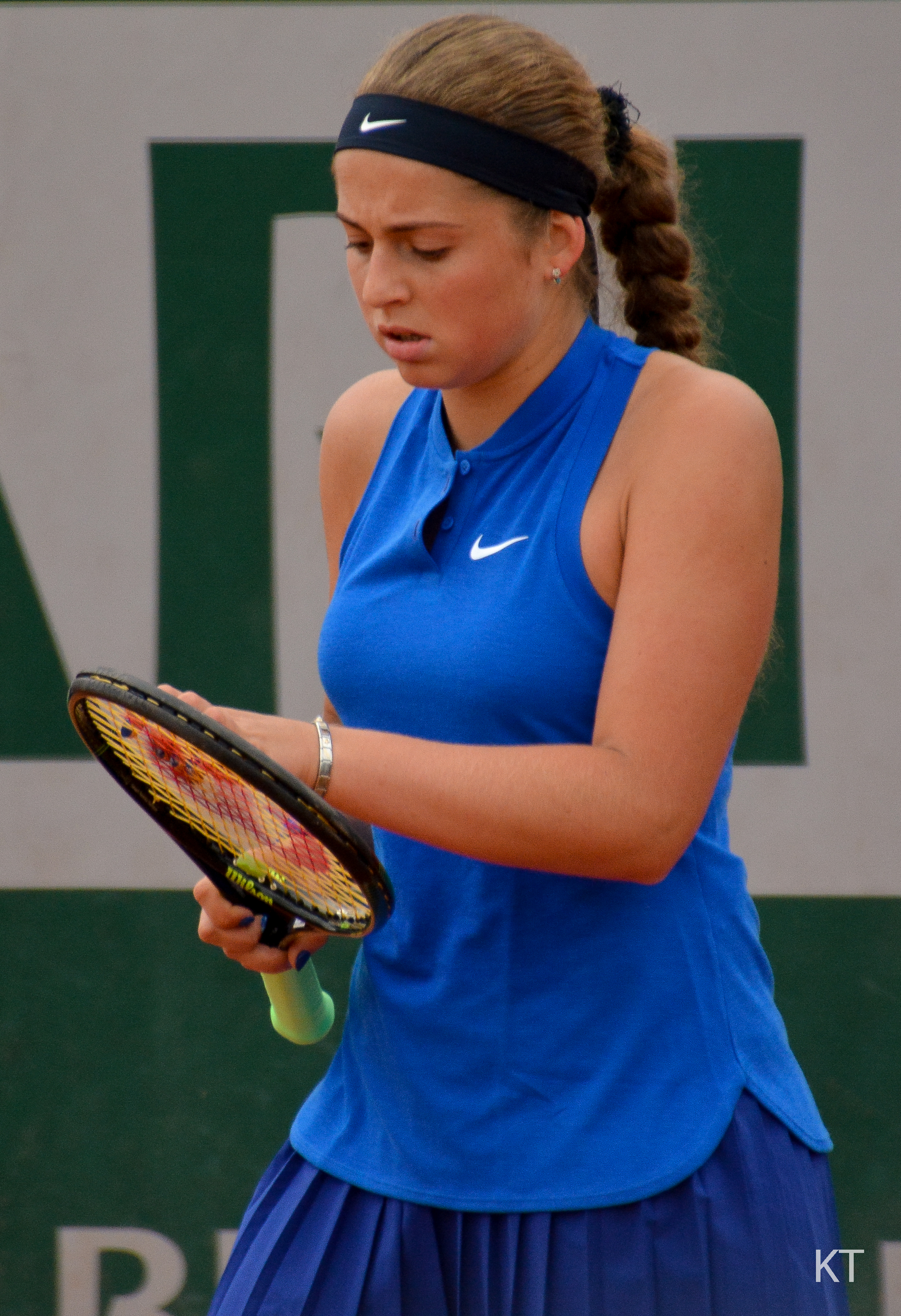
Ostapenko em Roland Garros, 2016.

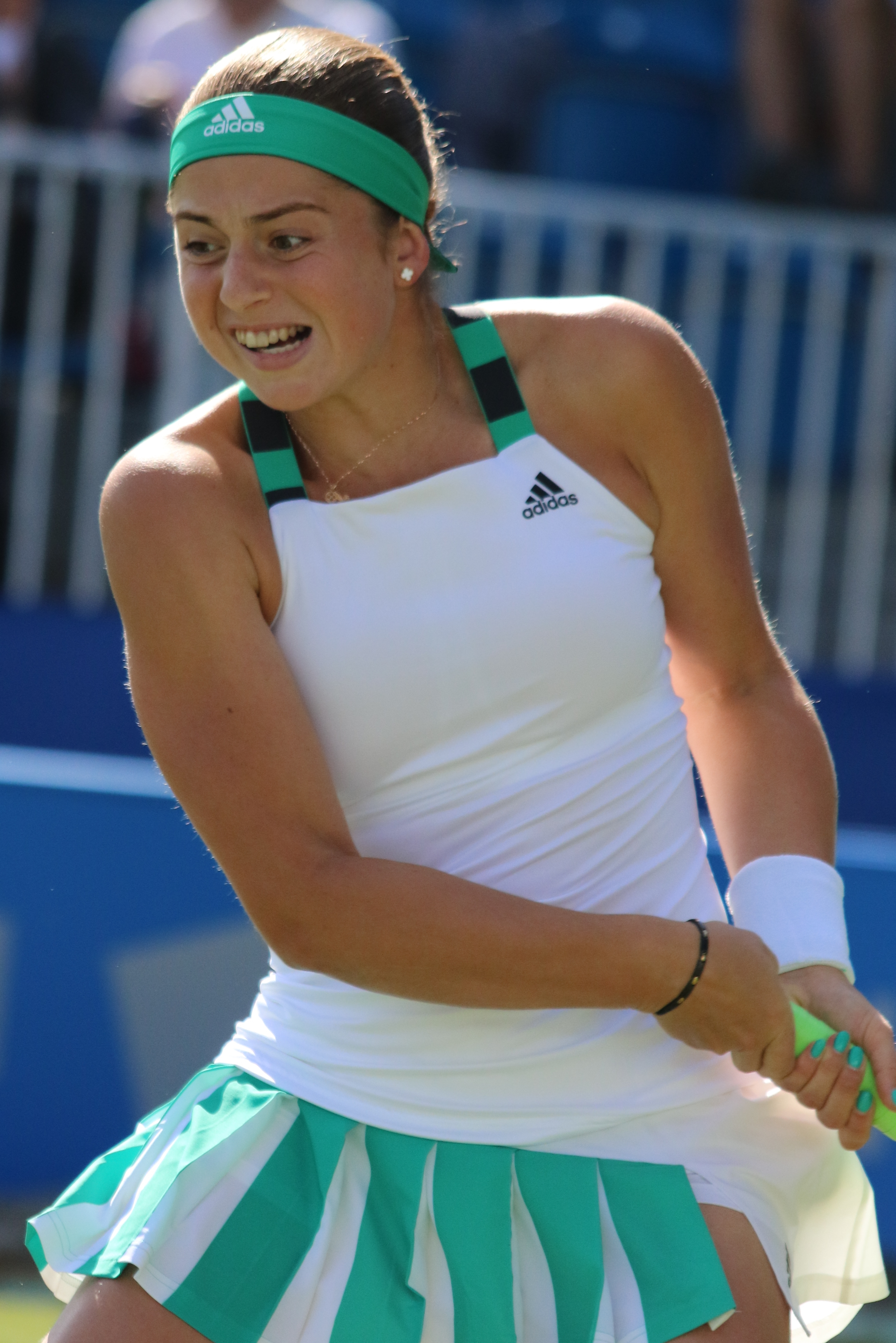
Ostapenko em Eastbourne, 2017.

Ostapenko chegou à final do Qatar Open, um torneio Premier 5 em Doha, vencendo a 8ª do ranking mundial, Petra Kvitová, no caminho. Ela foi derrotada por Carla Suárez Navarro na final, mas subiu para a 41ª posição no ranking mundial.
No Aberto da França, Ostapenko foi cabeça-de-chave em simples em um torneio do Grand Slam pela primeira vez em sua carreira, mas perdeu sua partida de abertura para Naomi Osaka por 6-4, 7-5.
No Birmingham Classic, ela derrotou Anastasia Pavlyuchenkova em dois sets durante a primeira rodada e derrotou a bicampeã de Wimbledon Petra Kvitová na segunda. Ela foi derrotada por Madison Keys nas quartas de final. Ela chegou às semifinais das duplas mistas em Wimbledon com Oliver Marach, mas caiu para os campeões Heather Watson e Henri Kontinen.
Ostapenko fez sua estreia olímpica nos Jogos Olímpicos do Rio de 2016, onde perdeu para Samantha Stosur na primeira rodada apesar de ter vencido o primeiro set.

### 2017
No Australian Open, ela avançou para a terceira rodada de um torneio Major pela primeira vez, perdendo para Karolína Plíšková em três sets, apesar de ter tido match points no terceiro set.
No Charleston Open, ela chegou à final perdendo para Daria Kasatkina, então com 19 anos.
No Aberto da França, Ostapenko, então 47ª colocada no ranking mundial, derrotou Louisa Chirico, Monica Puig, Lesia Tsurenko e Samantha Stosur. Ela então enfrentou Caroline Wozniacki nas quartas de final. Ostapenko veio de estar perdendo um set para derrotá-la, alcançando sua primeira semifinal do Grand Slam. Ela foi a primeira jogadora letã a fazê-lo e a primeira adolescente em uma década a chegar às semifinais do Aberto da França (a última foi Ana Ivanovic em 2007), ao lado de Timea Bacsinszky em 8 de junho, aniversário de ambas as jogadoras. Ela venceu Bacsinszky em três sets para chegar à final, sendo a primeira jogadora não cabeça-de-chave a jogar na final do Aberto da França desde Mima Jaušovec em 1983 e a primeira jogadora letã a chegar à final de um torneio importante. Na final contra a terceira cabeça-de-chave Simona Halep, Ostapenko saiu de estar perdendo por um set e 3 a 0 no segundo para ganhar seu primeiro título profissional. Ela se tornou a primeira jogadora letã a vencer um torneio individual do Grand Slam e a primeira mulher não cabeça-de-chave a vencer o Aberto da França desde 1933. Ostapenko também se tornou o "primeiro jogador", no geral, desde Gustavo Kuerten a ganhar seu primeiro título de carreira em um torneio do Grand Slam; coincidentemente, Kuerten ganhou seu primeiro título no Aberto da França de 1997, no dia em que Ostapenko nasceu. Com a vitória, ela alcançou uma nova posição no ranking mundial, a de número 12.
Em Wimbledon, Ostapenko venceu Aliaksandra Sasnovich, Françoise Abanda [en], Camila Giorgi e a quarta cabeça-de-chave Elina Svitolina a caminho de sua segunda quartas de final em um Grand Slam. Ela perdeu para a pentacampeã Venus Williams.
Então, no US Open, ela chegou à terceira rodada ao derrotar Lara Arruabarrena e Sorana Cîrstea, antes de perder para Daria Kasatkina. Seu desempenho foi suficiente para ela fazer sua estreia entre as dez primeiras no ranking mundial, exatamente na décima posição.
No final de setembro, ela ganhou seu segundo título WTA no Korea Open em Seul. No Wuhan Open, ela venceu Barbora Strýcová e Monica Puig para chegar às quartas de final, onde conquistou sua primeira vitória sobre a então número um do ranking da WTA, Garbiñe Muguruza, estendendo sua sequência de vitórias consecutivas para oito. Ela perdeu para Ashleigh Barty na semifinal.
Em outubro, ela chegou às semifinais do China Open, perdendo para Simona Halep. No WTA Finals, ela conquistou uma vitória sobre Karolína Plíšková, mas perdeu para Muguruza e Venus Williams.
Ela terminou a temporada em 7º lugar no ranking mundial.

### 2018

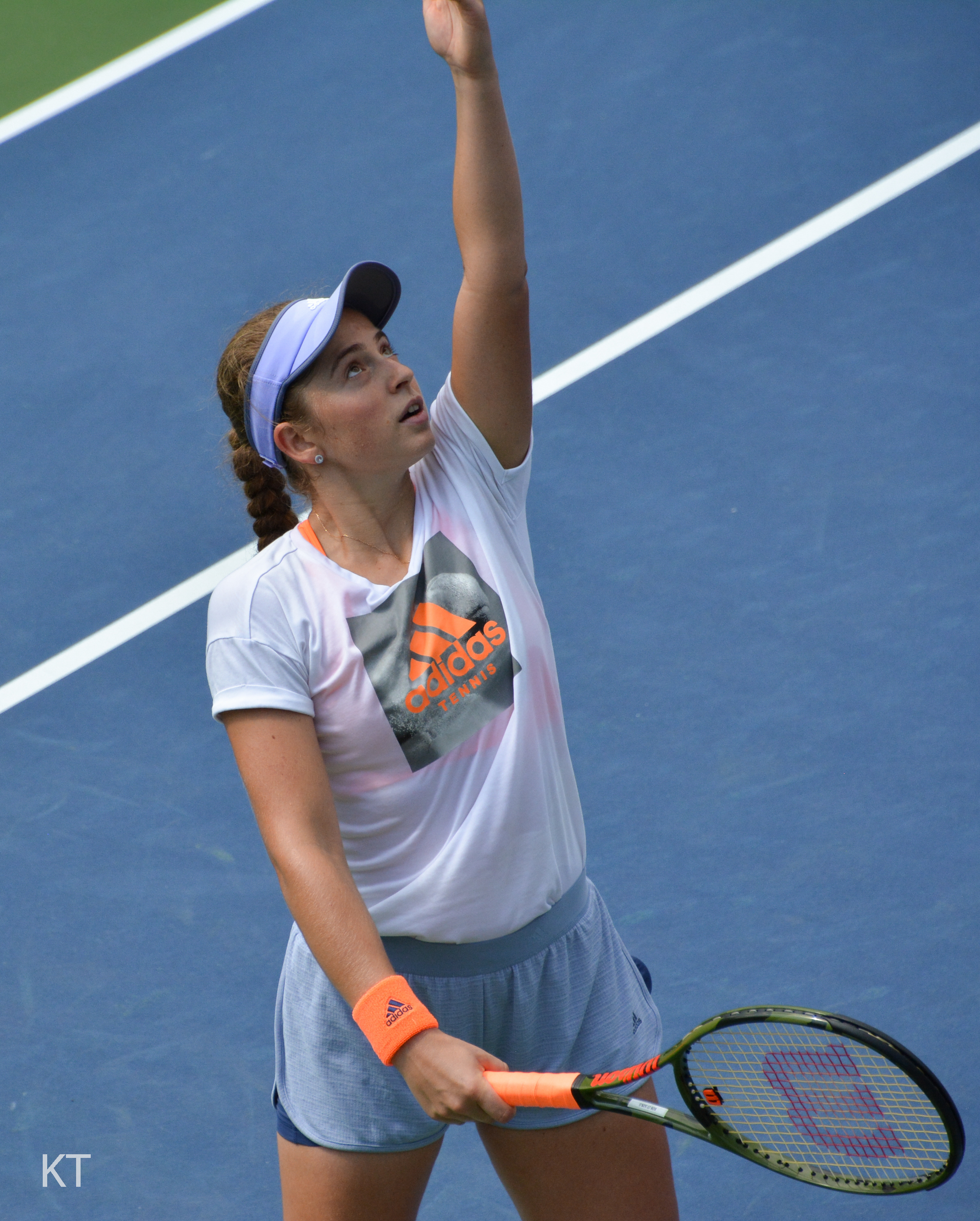
Ostapenko no US Open (treino), 2018.

Em Indian Wells, Ostapenko venceu Belinda Bencic na segunda rodada, mas perdeu para Petra Martic na terceira. O resultado fez com que ela fizesse sua estreia entre as 5 primeiras do ranking.
Ela então jogou no Miami Open, onde derrotou a nona cabeça-de-chave Petra Kvitová na quarta rodada e a quarta cabeça-de-chave Elina Svitolina nas quartas de final por 7–6, 7–6. Na semifinal, Ostapenko derrotou a vinda da qualificatória Danielle Collins para chegar à final, na qual perdeu para Sloane Stephens, 12ª cabeça-de-chave.
Ostapenko entrou no Aberto da França como quinta cabeça-de-chave, mas não conseguiu defender o título, perdendo na primeira rodada para Kateryna Kozlova. Após a derrota, ela saiu do top ten pela primeira vez desde que entrou. Em Wimbledon, ela venceu Katy Dunne [en], Kirsten Flipkens, Vitalia Diatchenko e Aliaksandra Sasnovich para chegar às quartas de final pelo segundo ano consecutivo, em seguida, venceu Dominika Cibulková para chegar à sua primeira semifinal em Wimbledon, na qual perdeu para a eventual vencedora, Angelique Kerber. O restanta da temporada foi bastante decepcionante, já que uma lesão no pulso esquerdo a fez desistir do WTA Elite Trophy, e ela terminou a temporada em 22º lugar.

### 2019

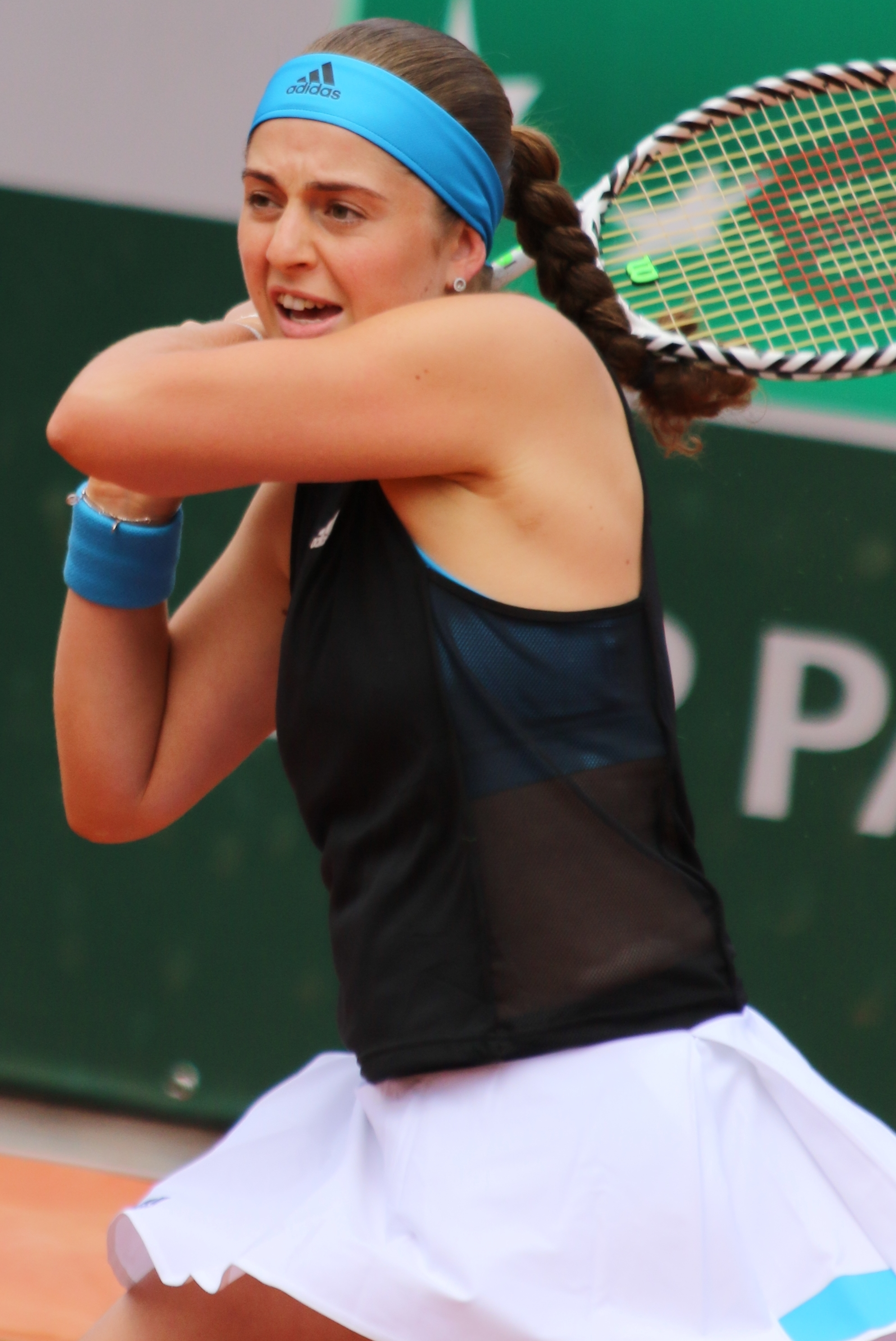
Ostapenko em Roland Garros, 2019.

O primeiro torneio do ano de Ostapenko foi o Shenzhen Open, onde perdeu na primeira rodada para Monica Niculescu. Em seguida ela jogou no Sydney International, onde perdeu para Ashleigh Barty na primeira rodada. No Australian Open, Ostapenko entrou como 22ª cabeça-de-chave e perdeu para Maria Sakkari, novamente na primeira rodada. Um comentarista identificou sua tendência de cometer um número relativamente alto de duplas faltas e mudanças frequentes de treinador, contribuindo para sua falta de sucesso em 2019. No Aberto da França, ela perdeu para Victoria Azarenka na primeira rodada, mas chegou às quartas de final do evento de duplas com Lyudmyla Kichenok, caindo para Elise Mertens e Aryna Sabalenka.
Ostapenko também perdeu na primeira rodada de Wimbledon para Hsieh Su-wei. Apesar da derrota, ao lado de Robert Lindstedt ela alcançou a primeira final de duplas mistas de sua carreira, embora tenha perdido em dois sets para Latisha Chan e Ivan Dodig. Durante o torneio, Ostapenko sacou duas vezes uma bola na cabeça de seu parceiro Lindstedt.
Em Jurmala, Ostapenko foi derrotada na primeira rodada por Bernarda Pera, mas chegou à final das duplas ao lado de Galina Voskoboeva; a dupla perdeu para Sharon Fichman e Nina Stojanovic [en]. Em Toronto, Ostapeonko derrotou Caroline Garcia e Anastasia Pavlyuchenkova para chegar à terceira rodada, antes de perder para a vinda da qualificatória Marie Bouzková; em duplas, ela e a parceira Lyudmyla Kichenok perderam na primeira rodada para Julia Görges e Karolína Plíšková. Em Cincinnati, ela foi derrotada na primeira rodada do torneio de simples por Yulia Putintseva, e, em parceria com Kichenok mais uma vez nas duplas, derrotou Raquel Atawo e Han Xinyun na primeira rodada, antes de cair para Lucie Hradecká e Andreja Klepac [en], as eventuais campeãs. Finalmente, ela teve algum sucesso no US Open, onde venceu Aleksandra Krunic e a quarta de finalista de Wimbledon de 2019, Alison Riske, em dois sets, para chegar à terceira rodada em um Grand Slam pela primeira vez na temporada, onde enfrentou a "wild card" Kristie Ahn [en], para quem perdeu em dois sets. Em duplas, ela e Kichenok foram derrotadas na primeira rodada por Caroline Dolehide e Vania King.
Em Zhengzhou, ela derrotou You Xiaodi [en] na primeira rodada, antes de cair para Aryna Sabalenka na segunda. Em Seul, ela perdeu para Tímea Babos na primeira rodada, e também perdeu na primeira rodada do torneio de duplas onde, em parceria com Kirsten Flipkens, caiu para Hayley Carter [en] e Luisa Stefani. Em Tashkent, ela se retirou na primeira rodada contra Katarina Zavatska [en]. Em Pequim, ela derrotou a segunda cabeça-de-chave Plíšková na primeira rodada, antes de cair para Katerina Siniaková na segunda. No entanto, ela chegou à maior final de duplas feminina de sua carreira em Pequim, em parceria com Dayana Yastremska; elas perderam para Sofia Kenin e Bethanie Mattek-Sands em três sets sendo o segundo e o terceiro decididos no "tiebreak". Em Linz, Ostapenko derrotou Tamara Korpatsch [en], Alizé Cornet e Elena Rybakina a caminho de chegar à sua primeira semifinal desde 2018 em Wimbledon. Na semifinal, ela veio de estar perdendo um set e com uma quebra de serviço contra para derrotar Ekaterina Alexandrova em três sets apertados. Em sua primeira final desde Miami 2018, Ostapenko enfrentou Coco Gauff (então com 15 anos), para quem perdeu em três sets. Em Linz, Ostapenko também anunciou que havia contratado Marion Bartoli, também campeã do Grand Slam, para sua equipe técnica.
Em Luxemburgo, Ostapenko derrotou Caty McNally na primeira rodada e, em seguida, derrotou Elise Mertens, cabeça-de-chave, na segunda. Ela então derrotou Antonia Lottner e Anna Blinkova para chegar à final, onde derrotou a defensora do título Julia Görges em dois sets, para ganhar seu primeiro título desde Seul em 2017.

### 2020-21

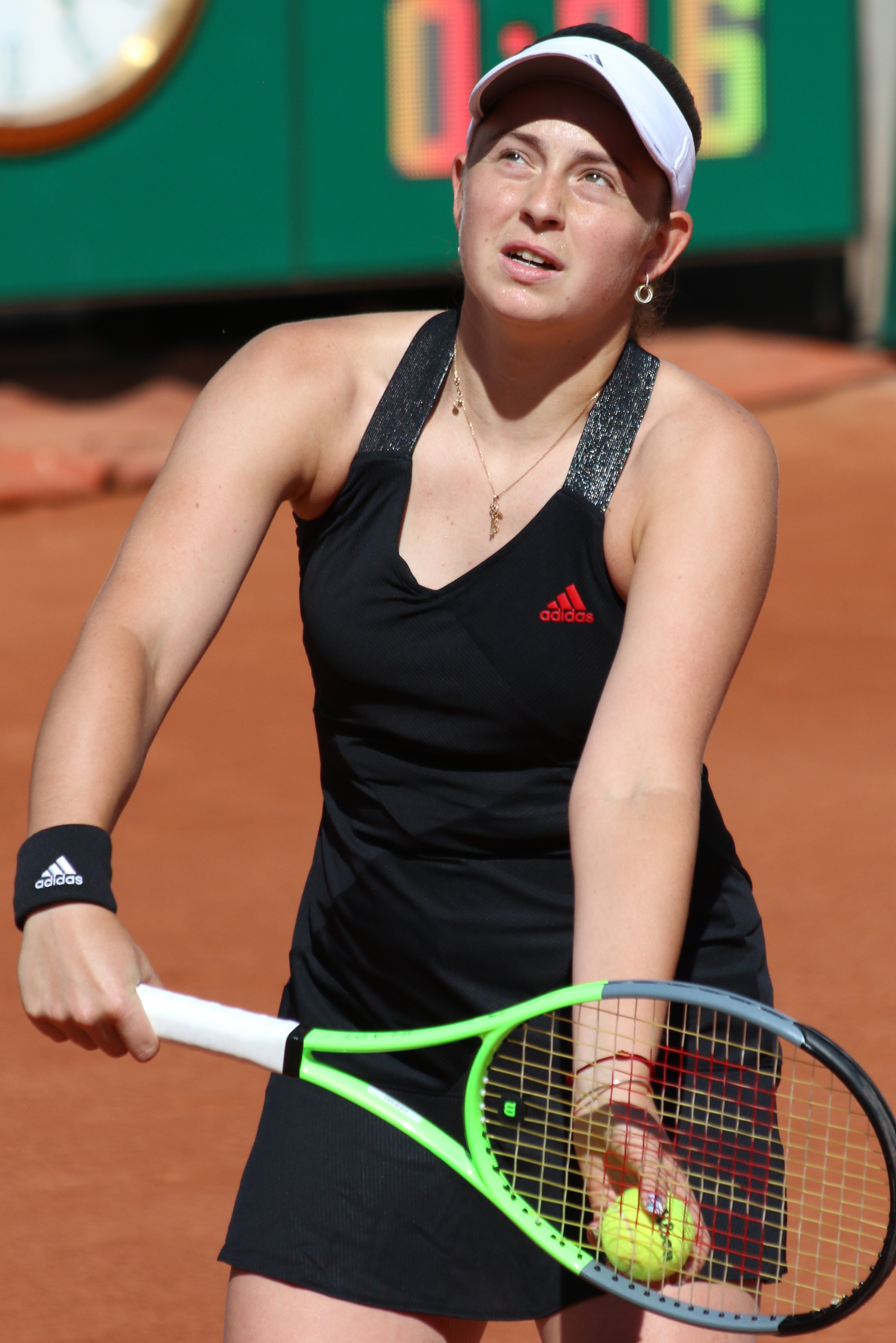
Ostapenko em Roland Garros, 2021.

Ostapenko retirou-se do Auckland Open 2020 após a morte de seu pai. No Australian Open, ela derrotou Liudmila Samsonova na primeira rodada, antes de cair para Belinda Bencic na segunda em dois sets longos (7-5, 7-5). Nas duplas, ela fez dupla com Gabriela Dabrowski e chegou às quartas de final, e nas duplas mistas, fez dupla com Leander Paes e perdeu na segunda rodada para os finalistas Mattek-Sands e Jamie Murray.
Depois de participar da Billie Jean King Cup 2020-21, onde perdeu para Serena Williams, mas derrotou Sofia Kenin antes de perder nas duplas decisivas para Kenin e Mattek-Sands, Ostapenko jogou em São Petersburgo, onde perdeu para Alizé Cornet. na primeira rodada, enquanto sofria com náuseas e jet lag.
Em maio de 2021, Ostapenko chegou às semifinais em duplas no Aberto de Madri, com Anastasia Pavlyuchenkova derrotando no caminho a dupla 1ª cabeça-de-chave composta pelas nº 1 e nº 3 do mundo, Hsieh Su-wei e Elise Mertens. Em seguida, ela chegou às quartas de final de um torneio WTA 1000 no Aberto da Itália, a primeira desde 2018, ao derrotar Angelique Kerber. Ela teve match points contra Karolína Plíšková, mas perdeu em um "tiebreak" no terceiro set. No último torneio do mês, Ostapenko enfrentou Sofia Kenin na primeira rodada do Aberto da França, mas perdeu na primeira rodada, em três sets.
Ostapenko conquistou seu quarto título como "wild card" no Eastbourne International, derrotando Anett Kontaveit em dois sets na final. Ela se tornou apenas a terceira wildcard a ganhar o título, seguindo Monica Seles em 1996 e Julie Halard-Decugis em 2000.
Em Wimbledon, ela chegou à terceira rodada ao derrotar a 31ª cabeça-de-chave Daria Kasatkina, mas perdeu para Ajla Tomljanovic em três sets.
Nos Jogos Olímpicos de Verão de 2020, Ostapenko foi a porta-bandeira da Letônia ao lado do jogador de basquete Agnis Cavars e participou dos torneios de simples e duplas nos Jogos. Ela foi derrotada na primeira rodada do torneio de simples por Elena Vesnina, em três sets. Ostapenko ao lado de Anastasija Sevastova também perdeu na primeira rodada do torneio de duplas para as australianas Samantha Stosur e Ellen Perez.
No início da US Open Series, Ostapenko participou do Canadian Open sem ser cabeça-de-chave e jogou contra a cabeça-de-chave Katerina Siniaková na primeira rodada, mas perdeu em dois sets. No Cincinnati Open, também sem ser cabeça de chave, ela derrotou Tamara Zidanšek na primeira rodada e a 13ª cabeça-de-chave Jennifer Brady (por abandono) na segunda, antes de perder para Angelique Kerber na terceira. Ostapenko encerrou o ano conquistando o título de duplas ao lado de Siniaková na Kremlin Cup em Moscou.

### 2022

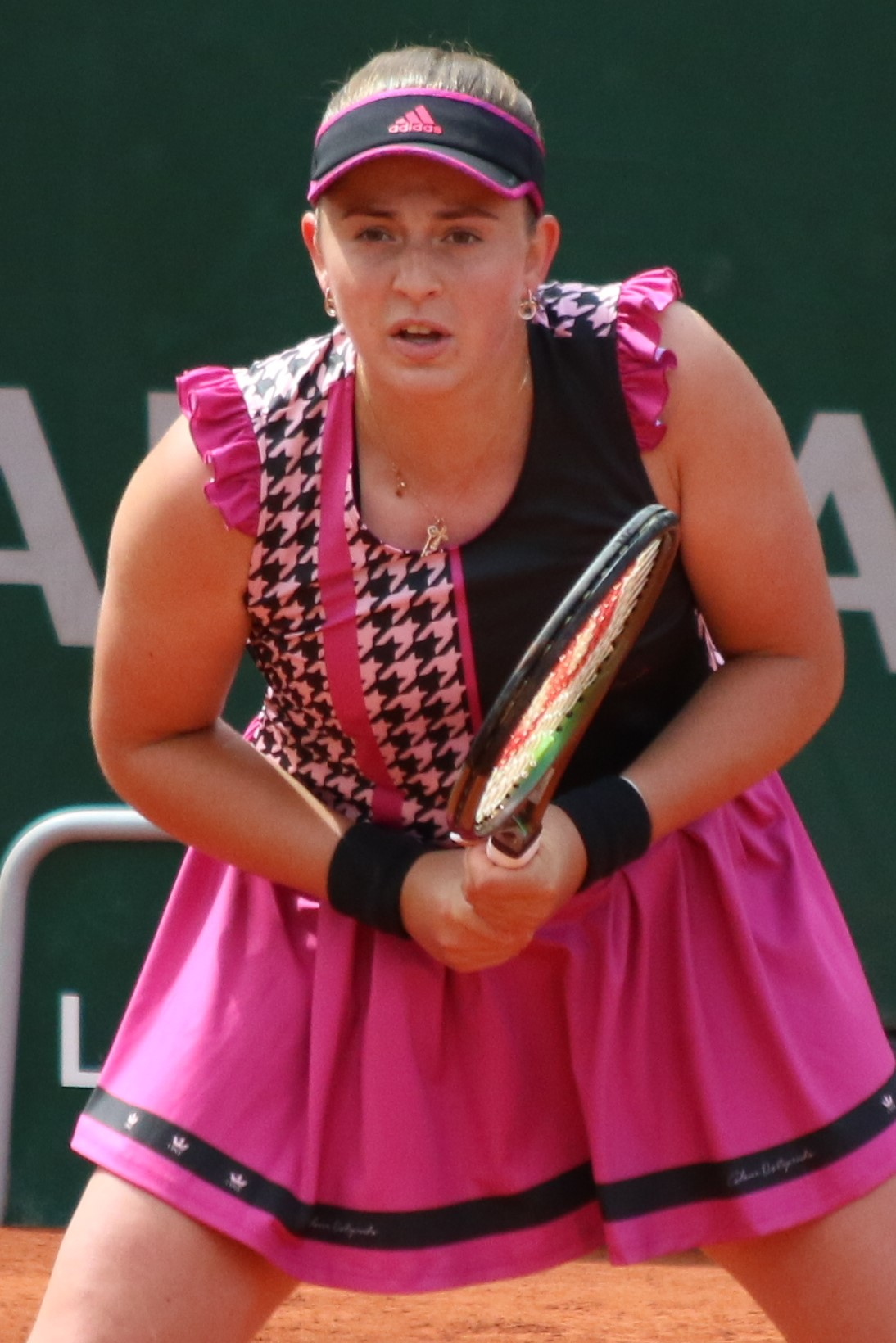
Ostapenko em Roland Garros, 2022.

Ostapenko chegou à terceira rodada do Australian Open, caindo para Barbora Krejcíková após vencer o primeiro set. No Dubai Championships, ela chegou à final após derrotar quatro campeãs do Grand Slam: Kenin, Swiatek, Kvitová e Halep em cada rodada. Ela venceu a partida do campeonato contra Veronika Kudermetova. Este foi seu quinto título e a sexta final no nível WTA 500 ou acima, e a terceira final nos últimos nove meses após uma campanha pelo título em Eastbourne e um vice-campeonato em Luxemburgo no ano anterior. Ela voltou ao top 15 como nº 13 do mundo no ranking de simples da WTA. No mesmo torneio, ela também chegou à final em duplas, ao lado de Lyudmyla Kichenok, mas foi derrotada por Kudermetova e Mertens.
No Qatar Open, Ostapenko perdeu nas semifinais para Anett Kontaveit. Em suas próximas três partidas de simples em Indian Wells, Miami e Madrid, ela perdeu na primeira rodada. Em Madri, ela chegou às semifinais em duplas com Lyudmyla Kichenok perdendo para Gabriela Dabrowski e Giuliana Olmos. Seus problemas continuaram com uma derrota na primeira rodada do Aberto da Itália. No Aberto da França, Ostapenko perdeu na segunda rodada para Alizé Cornet em três sets. Em duplas, no mesmo torneio ela chegou às semifinais de um Major pela primeira vez fazendo parceria novamente com Kichenok.
Em Wimbledon, ela alcançou a quarta rodada em simples, onde perdeu para Tatjana Maria. No mesmo torneio, ela chegou às semifinais de duplas, também em parceria com Kichenok, e às quartas de final de duplas mistas, em parceria com Robert Farah. No Cincinnati Open, ela chegou à segunda rodada em simples, derrotando Beatriz Haddad Maia antes de perder para Madison Keys. Em duplas com Kichenok, ela chegou à final derrotando as finalistas do Australian Open Haddad Maia e Anna Danilina e as cabeças-de-chave Kudermetova e Mertens. A dupla conquistou seu maior título derrotando Nicole Melichar-Martinez e Ellen Perez. Como resultado, Ostapenko alcançou o top 10 no 9º lugar mundial no ranking de duplas em 22 de agosto de 2022 e alcançou o recorde de sua carreira no ranking de duplas nº 7 em 12 de setembro de 2022, após uma terceira rodada em duplas no US Open.
Ela se classificou para as finais do WTA de 2022 com Kichenok, onde chegaram às semifinais.
Ela terminou a temporada em 18º lugar em simples e 14º em duplas.

### 2023

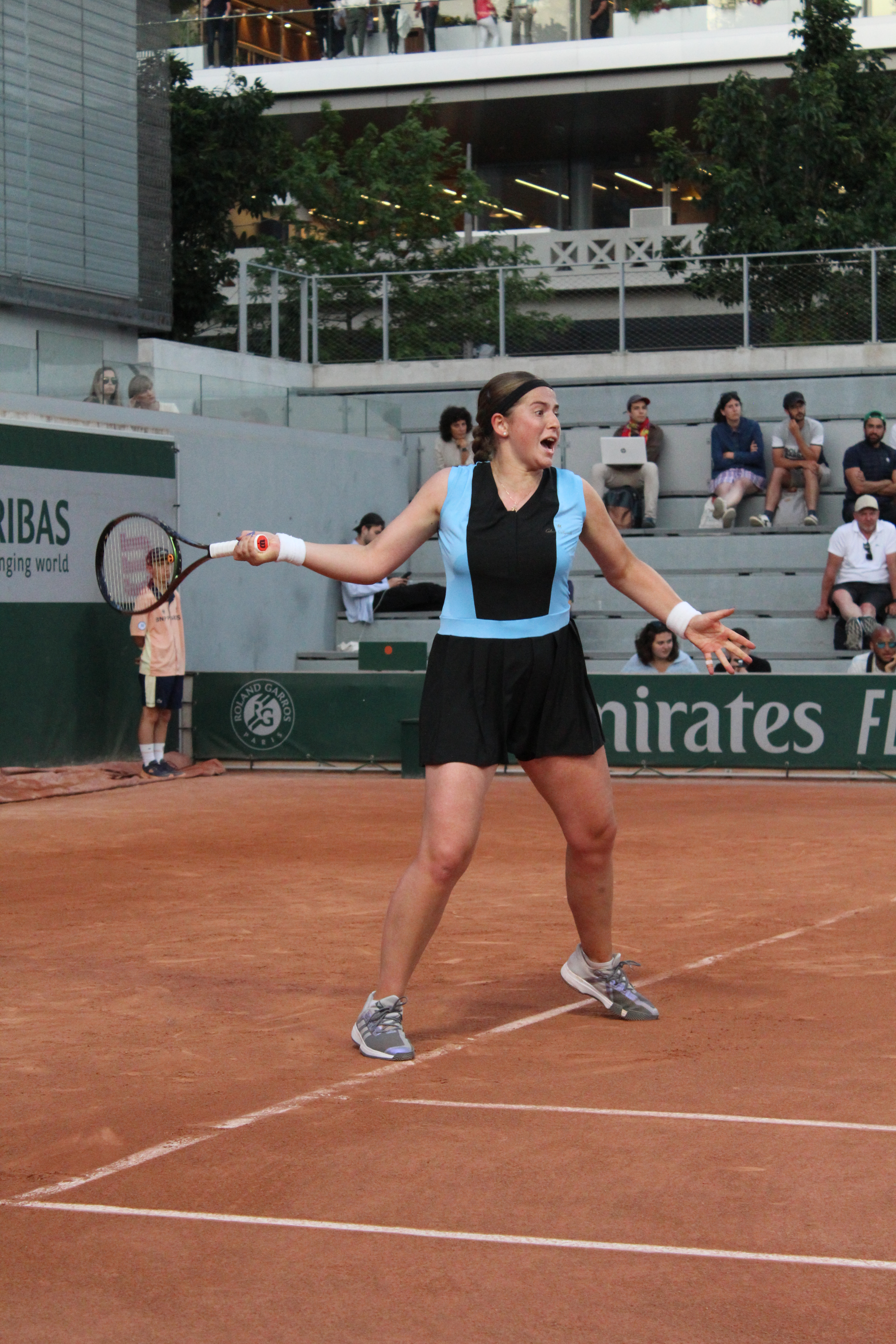
Ostapenko em Roland Garros, 2023.

Ostapenko chegou às quartas de final do Australian Open, tornando-se a primeira jogadora da Letônia a atingir esse nível neste Major, derrotando a jogadora Coco Gauff então entre as 10 melhores. Esta foi apenas a quarta vez que Ostapenko chegou a uma quartas de final de Major em sua carreira e a primeira desde 2018.
Depois disso, já na Europa em quadras de saibro, Ostapenko chegou à semifinal do Aberto da Itália onde perdeu para Elena Rybakina em sets diretos.
Seu desempenho melhorou nas quadras de grama, vencendo o torneio Rothesay Classic batendo Barbora Krejčíková na final em dois sets. Em Eastbourne, ela chegou às quartas de final onde foi forçada a se retirar por contusão depois do "tiebreak" no primeiro set contra Camila Giorgi. Em Wimbledon ela perde na segunda rodada para Sorana Cirstea em jogo de três sets.
De volta às quadras duras na América do norte, Ostapenko não passou da primeira rodada em Montreal e da segunda em Cincinnati. No US Open, ela teve um desempenho irregular. Iniciou muito bem, passando por Jasmine Paolini na primeira rodada, Elina Avanesyan na segunda e Bernarda Pera na terceira, todos esses jogos em três sets; nas oitavas de final, surprendeu a número um do mundo Iga Świątek vencendo o jogo de virada em três sets. Já nas quartas de final, não conseguiu manter o alto nível e perdeu para Coco Gauff em sets diretos. Seu torneio seguinte foi o San Diego Open, onde passou por Ekaterina Alexandrova na primeira rodada em jogo de três sets, mas perdeu para Danielle Collins na segunda, também em jogo de três sets. O desempenho se repetiu em Guadalajara, onde passou por Marta Kostyuk na primeira rodada, mas perdeu para Sofia Kenin na segunda, dessa vez em jogos de dois sets.
Ostapenko abriu a temporada asiática no Aberto  da China, no qual chegou às quartas de final, onde  perdeu para Liudmila Samsonova em sets diretos. Em seguida, participou do Korea Open, mas foi derrotada na primeira rodada pela jogadora local Back Da-yeon [en] em jogo de três sets. Com sua classificação no ranking ela conquistou o posto de terceira cabeça de chave no WTA Elite Trophy. Na fase de grupos, onde apenas a primeira colocada em cada grupo seguia para a semifinal, ela ficou no segundo posto, depois de vencer o jogo contra Donna Vekić em jogo de três sets e em seguida perder para a eventual finalista e favorita local Zheng Qinwen, também em jogo de três sets.

### 2024
Ostapenko iniciou a temporada no torneio Brisbane International, com seu característico estilo de vestuário chamando atenção mais uma vez. Na chave de simples ela chegou às quartas de final onde perdeu para Victoria Azarenka em jogo de três sets com direito a lance polêmico. Na chave de duplas, ela e sua parceira Lyudmyla Kichenok, cabeças de chave número cinco, conquistaram o título contra a dupla Greet Minnen [en] / Heather Watson em sets diretos. Em seguida, participou do Adelaide International, no qual, na chave de duplas em parceria com Lyudmyla Kichenok chegou à semifinal que foi obrigada a abandonar. Já na chave de simples, ela chegou ao título numa excelente campanha. Como cabeça de chave N° 6, venceu Sorana Cîrstea na primeira rodada em jogo de três sets, Caroline Garcia na segunda também em jogo de três sets, Marta Kostyuk nas quartas de final em sets diretos e Ekaterina Alexandrova na semifinal, também em sets diretos. Na final, derrotou Daria Kasatkina mais uma vez em sets diretos, com isso retornando ao Top 10 no ranking. Depois dessa conquista, Ostapenko entrou diretamente no Australian Open. Na chave de simples, como "cabeça de chave" N° 11, ela passou pela "wild card" Kimberly Birrell [en] na primeira rodada em sets diretos, por Ajla Tomljanović na segunda em jogo de três sets, mas perdeu na terceira para a "cabeça de chave" N° 18 Victoria Azarenka em sets diretos. Já na chave de duplas, mantendo a parceria com Kichenok, como cabeças de chave N° 11, elas bateram a dupla reserva Emina Bektas / Kayla Day na primeira rodada em sets diretos, a dupla "wild card" local Kimberly Birrell [en] / Olivia Gadecki [en] na segunda em jogo de três sets e a dupla asiática Wu Fang-hsien [en] / Zhu Lin na terceira em sets diretos. Nas quartas de final, derrotaram a dupla francesa Caroline Garcia / Kristina Mladenovic em sets diretos porém equilibrados. Na semifinal, venceram a dupla cabeça de chave N° 4 Gabriela Dabrowski / Erin Routliffe em mais um jogo de sets diretos, porém muito equilibrados. E encerraram sua campanha nesse major perdendo a final para a dupla cabeça de chave N° 2 Hsieh Su-wei / Elise Mertens em sets diretos.
Prosseguindo sua campanha em quadras duras, agora na Europa, Ostapenko participou do Upper Austria Ladies Linz, onde, como "wild card" e "cabeça de chave" N° 1, ficou de "bye" na primeira rodada, venceu a vinda da qualificatória, Clara Tauson na segunda em um longo jogo de três sets e outra vinda da qualificatória, Jodie Burrage nas quartas de final em sets diretos. Na semifinal, venceu Anastasia Pavlyuchenkova também em sets diretos. Na final, enfrentou a "cabeça de chave" N° 2, Ekaterina Alexandrova, jogo que venceu em sets diretos, ficando com o campeonato. Depois disso, ainda em quadras duras, mas no Oriente Médio, Ostapenko participou do Qatar Open e do Dubai Open, nos quais ficou nas oitavas de final. No giro americano, Ostapenko não passou da primeira rodada em Indian Wells e da segunda em Miami.
Ostapenko iniciou a temporada em quadras de saibro no Porsche Tennis Grand Prix onde perdeu na primeira rodada para Linda Nosková. Já no Aberto de Madri, ela chegou às oitavas de final onde perdeu para Ons Jabeur em sets diretos. Seu próximo compromisso foi no Aberto de Roma, no qual, como cabeça de chave N° 9, venceu Anastasia Potapova em seu jogo de estreia em sets diretos e Sara Sorribes Tormo na sequência, em jogo de três sets, já nas oitavas de final, venceu a vinda da qualificatória, Rebecca Šramková [en], também em jogo de três sets, mas nas quartas de final, perdeu para a cabeça de chave N° 2, Aryna Sabalenka, em sets diretos. Já no Aberto da França, como cabeça de chave N° 9, venceu Jaqueline Cristian, na primeira rodada em sets diretos, mas perdeu na segunda para Clara Tauson, em jogo de três sets. Na chave de duplas, com a parceira Lyudmyla Kichenok, chegaram apenas à segunda rodada.

## Estilo de jogo
Ostapenko é uma jogadora de linha de base agressiva, com um estilo de jogo ofensivo. Em um artigo de 2017, Steve Tignor, do Tennis.com, descreveu a mentalidade de Ostapenko como "Veja a bola, rebata um winner". A Eurosport rotulou seu estilo como "tênis arriscado, agressivo e divertido".
Seu forehand e backhand são golpeados com força e profundidade implacáveis. Em uma entrevista de 2016, Crosscourt View rotulou o backhand de Ostapenko como sua "arma mais forte"; no mesmo ano, Hartford Courant afirmou que ela "acertou muitos forehands vencedores". Devido ao seu estilo de jogo agressivo, ela acumula um número significativo de "winners" e erros não forçados. Ela visa terminar os pontos rapidamente, seja com golpes de base poderosos ou voleios hábeis. Ostapenko move os oponentes pela quadra usando golpes longos nos cantos e nas linhas, e então muda de direção para acertar winners poderosos. Depois de colocar um oponente em uma posição vulnerável, ela geralmente procura encerrar o ponto com um forehand cruzado, um backhand na linha, um voleio ou um drop shot. Antes de sua participação na final do Charleston Open de 2017, um artigo no site do evento declarava que o que era "mais impressionante em Ostapenko é sua vontade de acertar em cheio em todos os cantos da quadra, seja um golpe cruzado ou um winner forte na linha." Uma de suas principais fraquezas é uma alta taxa de erros devido à sua abordagem de alto risco.
No Aberto da França de 2017, onde Ostapenko conquistou seu primeiro título profissional, ela acertou regularmente entre 35 e 45 winners ao longo de suas partidas. Após seu desempenho nas quartas de final, ela atraiu várias comparações com Monica Seles. Ostapenko disse em entrevista no evento que "agressivo é o meu estilo de jogo". Após a partida final daquele Aberto da França, os analistas destacaram as diferenças entre seu desempenho e o desempenho da adversária Simona Halep: Ostapenko teve 54 vitórias e 54 erros não forçados, enquanto Halep teve oito vitórias e dez erros não forçados. Simon Cambers, da ESPN, escreveu "O medo simplesmente não parece entrar no vocabulário [de Ostapenko] ... Seus golpes de base são simplesmente golpes maciços e planos na bola que deixaram Halep ... agarrando-se às sombras."
A maior fraqueza no jogo de Ostapenko é seu saque, que é altamente inconsistente. Seu primeiro saque é poderoso, sendo normalmente registrado a 106 mph (170 km/h) e com pico de 112 mph (180 km/h), permitindo que ela saque ases, enquanto seu segundo saque é inconsistente. Seu segundo saque é prejudicado pelos nervos e um arremesso de bola frequentemente rebelde, o que significa que ela comete faltas duplas com frequência. Em 2017 e 2019, ela foi a líder do WTA Tour em faltas duplas, atingindo 436 faltas duplas em 2019. Ela também frequentemente tem uma das porcentagens de primeiro saque mais baixas em todo o tour; em sua partida da primeira rodada no Aberto da China 2019 contra Karolína Plíšková, ela cometeu 25 duplas faltas e teve uma porcentagem de primeiro saque de 49%, embora ainda vencesse a partida. No entanto, depois de fazer parceria com Marion Bartoli em Linz, seu saque começou a melhorar e, na final contra Julia Görges, em Luxemburgo, ela não cometeu dupla falta nenhuma vez.

## Equipamento
Ostapenko usa raquetes Wilson Blade, mas atualmente não tem patrocinador de vestuário, tendo sido anteriormente patrocinada pela Adidas para roupas e calçados; e a Nike antes disso. No Australian Open, no Aberto da França e em Wimbledon 2022 ela usou DK ONE, uma marca letã.

## Treinadores
Ostapenko é treinada por sua mãe, com seu pai servindo como preparador físico. Em 2017, ela também treinou com a bicampeã de duplas do Aberto da França, Anabel Medina Garrigues. Ela se separou de Medina Garrigues no final de 2017, assumindo David Taylor - ex-treinador de Samantha Stosur e Ana Ivanovic - para treiná-la para os Majors, com sua mãe permanecendo como sua treinadora em tempo integral. Em outubro de 2019, Ostapenko fez parceria com a campeã de Wimbledon de 2013, Marion Bartoli, em caráter experimental; a parceria resultou na chegada de Ostapenko a duas finais em duas semanas e na conquista do título em Luxemburgo. Bartoli anunciou que a parceria continuaria em 2020 e que ela seria a treinadora de Ostapenko em tempo integral ao longo do ano. Após um péssimo início de temporada de 2020 e a gravidez de Bartoli, Ostapenko encerrou a parceria durante a suspensão do WTA Tour devido à pandemia de COVID-19 e passou a ser treinada em caráter experimental por Thomas Högstedt, ex-técnico de Maria Sharapova e Simona Halep. A parceria não se estendeu até 2021, e Bartoli voltou a treinar Ostapenko em fevereiro de 2021, após o nascimento de sua filha, em Doha. Ostapenko posteriormente começou a trabalhar com o técnico ucraniano Stas Khmarsky.

## Estatísticas da carreira

### Quadros de linha de tempo
| V | F | SF | QF | #R | RR | Q# | NQ | NP | NO |

 •  (V) vencedor; (F) finalista; (SF) semifinalista; (QF) quartas de final; (#R) rodada 4, 3, 2, 1; (RR) round-robin; (Q#) rodada qualificatória;  (NQ) não qualificado; (NP) não participou;  (NO) não ocorreu; (TS) taxa de sucesso (eventos vencidos / participados); (V–P) jogos vencidos-perdidos.
 •  Para evitar confusões e contagem em duplicidade, esses quadros são atualizados após a conclusão de um torneio ou quando a participação de um jogador termina.

#### Simples
| Torneio           | 2015 | 2016 | 2017 | 2018 | 2019 | 2020 | 2021 | 2022 | 2023 | TS     | V–P   | % de Vitórias |
| ----------------- | ---- | ---- | ---- | ---- | ---- | ---- | ---- | ---- | ---- | ------ | ----- | ------------- |
| Australian Open   | NP   | 1R   | 3R   | 3R   | 1R   | 2R   | 1R   | 3R   | QF   | 0 / 8  | 11–8  | 58%           |
| Aberto da França  | Q1   | 1R   | V    | 1R   | 1R   | 3R   | 1R   | 2R   |      | 1 / 7  | 10–6  | 63%           |
| Wimbledon         | 2R   | 1R   | QF   | SF   | 1R   | NO   | 3R   | 4R   |      | 0 / 7  | 15–7  | 68%           |
| US Open           | 2R   | 1R   | 3R   | 3R   | 3R   | NP   | NP   | 1R   |      | 0 / 6  | 7–6   | 54%           |
| Vencidos-Perdidos | 2–2  | 0–4  | 15–3 | 9–4  | 2–4  | 3–2  | 2–3  | 6–4  | 4–1  | 1 / 28 | 43–27 | 61%           |

## Finais de Grand Slam

### Simples: 1 título
| Resultado | Ano  | Campeonato    | Piso   | Oponente     | Placar        |
| --------- | ---- | ------------- | ------ | ------------ | ------------- |
| Venceu    | 2017 | Roland Garros | Saibro | Simona Halep | 4–6, 6–4, 6–3 |

### Duplas mistas: 1 final
| Resultado | Ano  | Campeonato | Piso  | Parceiro         | Oponentes               | Placar   |
| --------- | ---- | ---------- | ----- | ---------------- | ----------------------- | -------- |
| Perdeu    | 2019 | Wimbledon  | Grama | Robert Lindstedt | Latisha Chan Ivan Dodig | 2–6, 3–6 |

## Ligações Externas
- Jeļena Ostapenko no Instagram
- Jeļena Ostapenko no X